# Hinrik Funhof
Hinrik Funhof (autres écritures Funghoff, Vonhof, Fonhave), né autour de 1430 ou 1440, et mort en 1484 ou 1485 à Hambourg est un peintre d'art gothique tardif actif en Allemagne du Nord. Carl Georg Heise (de), le premier historien d'art à s'intéresser aux œuvres de Funhof en 1918, et ancien directeur de la Kunsthalle de Hambourg, le compte avec Maître Bertram et Maître Francke parmi les plus brillants représentants de la peinture hambourgeoise de son époque. Les quatre panneaux du retable du maître-autel de l'église Saint-Jean de Lunebourg font partie, de par leur qualité et leur état de conservation, des peintures les plus précieuses de la Basse-Saxe de la deuxième moitié du XVe siècle.

## Biographie
Hinrik Funhof est probablement originaire de Westphalie. Il existait alors au XVe siècle une famille Funhof (ou Vunhoff) à Werne, aujourd'hui dans le Kreis Unna. Il est possible que le père de Hinrik vivait déjà à Hambourg, comme sa sœur Kyneke.
La présence de Hinrik à Hambourg est attestée en 1475 sur un paiement de la commune. À cette époque, il se marie avec la veuve ou une des filles du peintre Hans Borneman (de), le plus important peintre de la génération précédente, et il reprend son atelier. Il est Ältermann de la confrérie de Thomas d'Aquin
Funhof est actif à Hambourg et exécute, entre 1475 et 1483, de nombreuses commandes pour le compte de la municipalité, parmi lesquelles aussi des petits travaux comme des panneaux et drapeaux. Il peint aussi entre 1479 et 1484 un grand retable, aujourd'hui disparu, pour l'église Saint-Georges, et un retable pour la cathédrale, aussi disparu. Il est Ältermann de la confrérie de Thomas d'Aquin pour l'église Saint-Jean de 1480 à 1482.
C'est probablement à cette date qu'il peint le tableau de Marie en robe d'épis. Il n'existe que peu de représentations de la Vierge dans cette attitude singulière, en jeune fille, les long cheveux roux retombant sur ses épaules, vêtue d'une robe constellée d'épis retenue par une ceinture (signe de sa virginité).
Le registre paroissial de la confrérie Saint Josse indique, au printemps 1485, la mort du peintre.

## Style

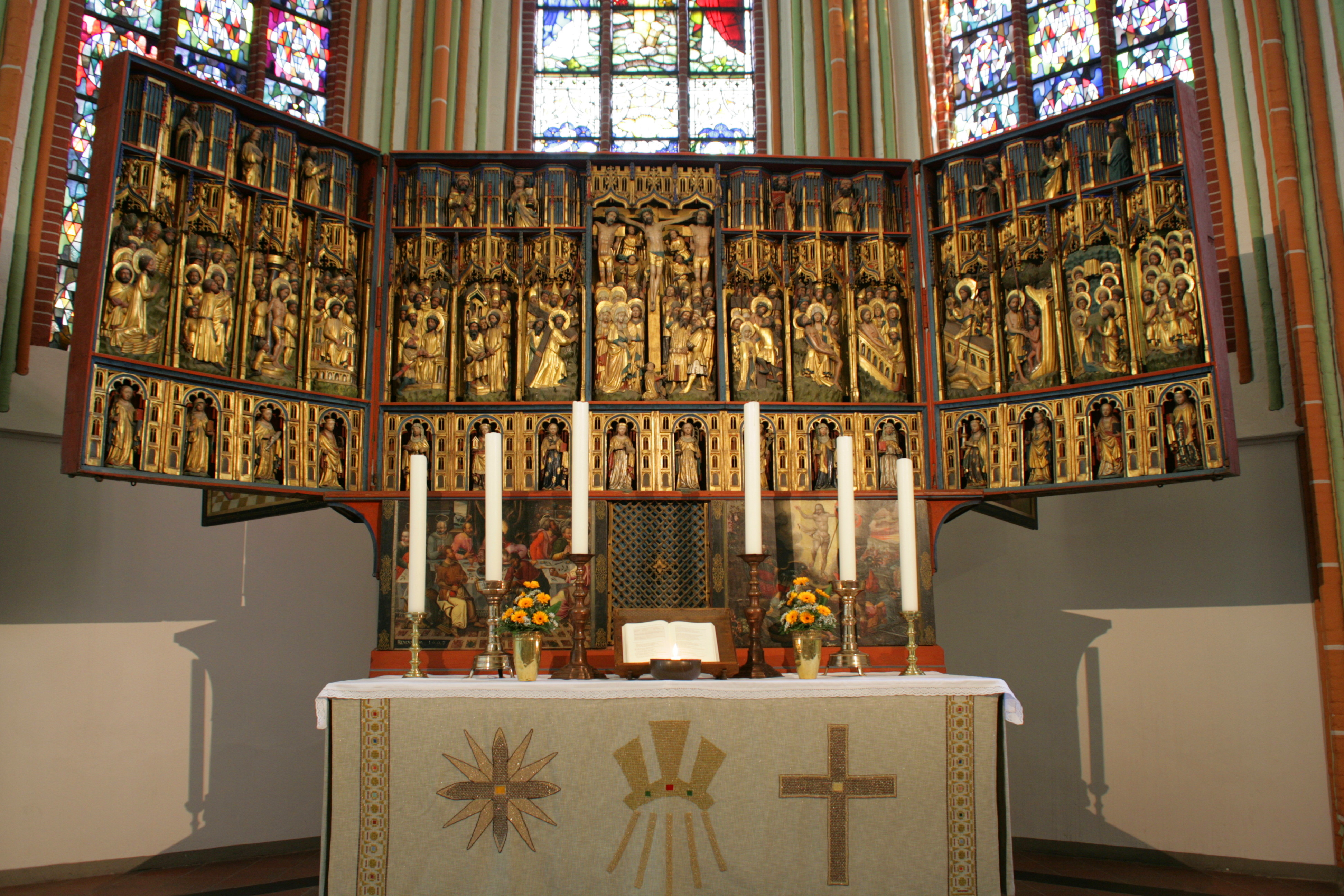
Le maître-autel de l'église Saint-Jean de Lünebourg. C'est sur le revers des volets (invisibles sur cette photo) que se trouvent les panneaux de Funhof.

La comparaison des styles montre que Funhof a dû passer ses années de compagnonnage dans les Pays-Bas. L'influence de Dirk Bouts sur les panneaux du retable de l'église Saint-Jean de Lunebourg est visible. D'après Carl Georg Heise, Funhof a travaillé dans l'atelier de Bouts. D'autres experts considèrent que Memling a eu une influence considérable. Chez Memling, Funhof a appris la technique de présentation de la narration simultanée qui consiste à décrire plusieurs scènes dans un cadre architectural. La représentation de femmes au corps mince peut venir de Memling, mais aussi de Rogier van der Weyden.
L'œuvre principale conservée de Funhof est constituée des quatre panneaux extérieurs des volets de l’autel de la Johanniskirche de Lunebourg. Ils datent de 1482, l'autel lui-même est plus ancien. Ces panneaux extérieurs sont aujourd'hui difficilement accessibles, l'autel étant collé vers le fond du chœur en position ouverte pour permettre d'admirer ses sculptures.
Les panneaux illustrent les légendes de sainte Cécile, de saint Jean-Baptiste, saint Georges et sainte Ursule. Ils montrent un talent narratif frais, de grandes aisances de représentation, et sont de fidèles témoignages de la culture bourgeoise de son temps, qu'il s'agisse de bâtiments et plus encore des vêtements et postures des personnages. La composition narrative, avec notamment une colonne au milieu de chaque tableau séparant l’espace en deux scènes inégales, vient de la peinture flamande, mais reste imprégnée dans sa réalisation de la peinture allemande. Funhof montre, dans la variété des personnages et la riche palette de couleurs, les influences de Dirk Bouts.
Il est si proche de son maître que Heise a émis l'opinion que Funhof ait pu terminer l'œuvre tardive de son maître, les panneaux de La Justice de l'empereur Otton (conservés aux Musées royaux des Beaux-Arts de Belgique à Bruxelles) après sa mort en 1475. Même les deux panneaux des Noces de Cana et de la Multiplication des pains sont attribués par Pieper plutôt à un peintre originaire du Nord des Pays-Bas. Une autre suggestion, de A. Stange, de mettre une crucifixion d'une collection particulière en Allemagne du Sud en relation avec Funhof, est restée sans suite.

## Influence
Funhof a eu une influence déterminante dans l'introduction du style néerlandais de représentation et de son adaptation au langage des formes propre à l'Allemagne du Nord.

## Œuvres

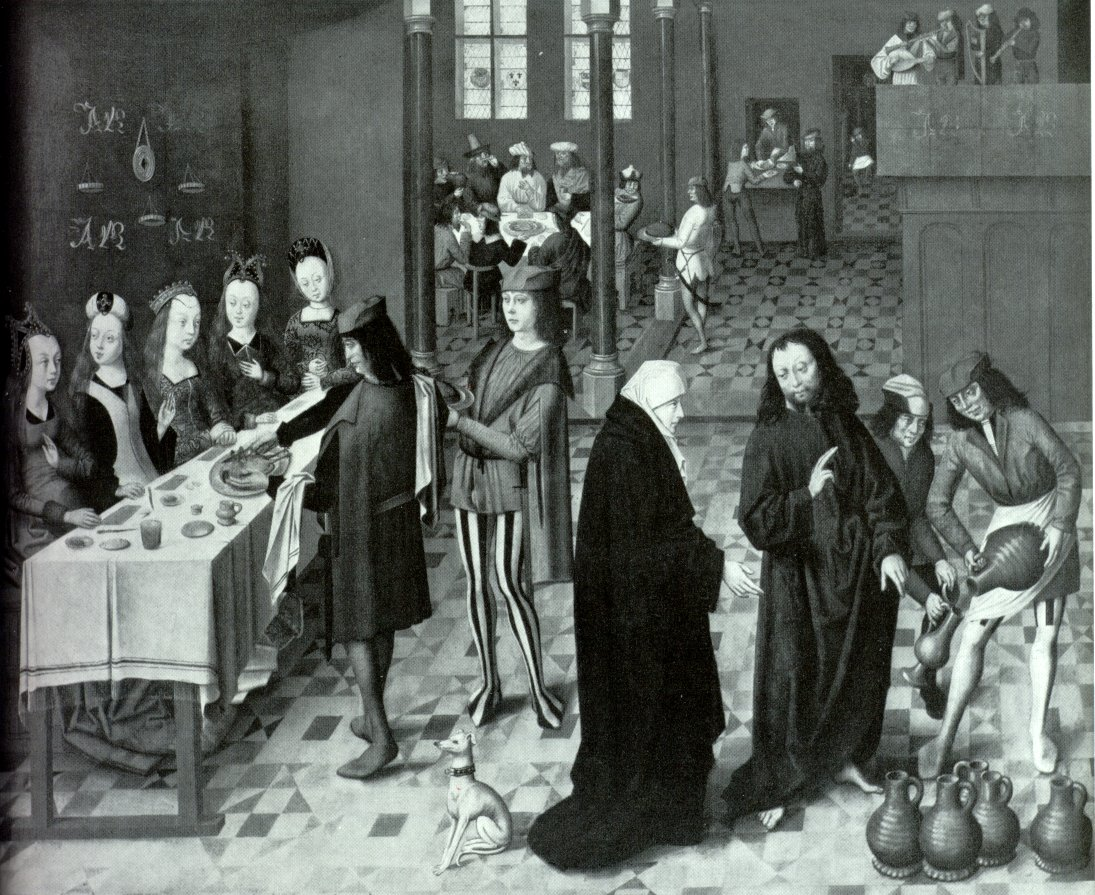
Les noces de Cana.

Peu d'œuvres de Funhof sont conservées. Ce sont :
- Maria im Ährenkleid, un petit tableau conservé à la Kunsthalle de Hambourg, vers 1480;
- Noces de Cana, et la Multiplication des pains, dans une collection particulière, vers 1481;
- Les quatre panneaux extérieurs des volets de l’autel de la Johanniskirche de Lunebourg, réalisés en 1482.

### Sainte Cécile

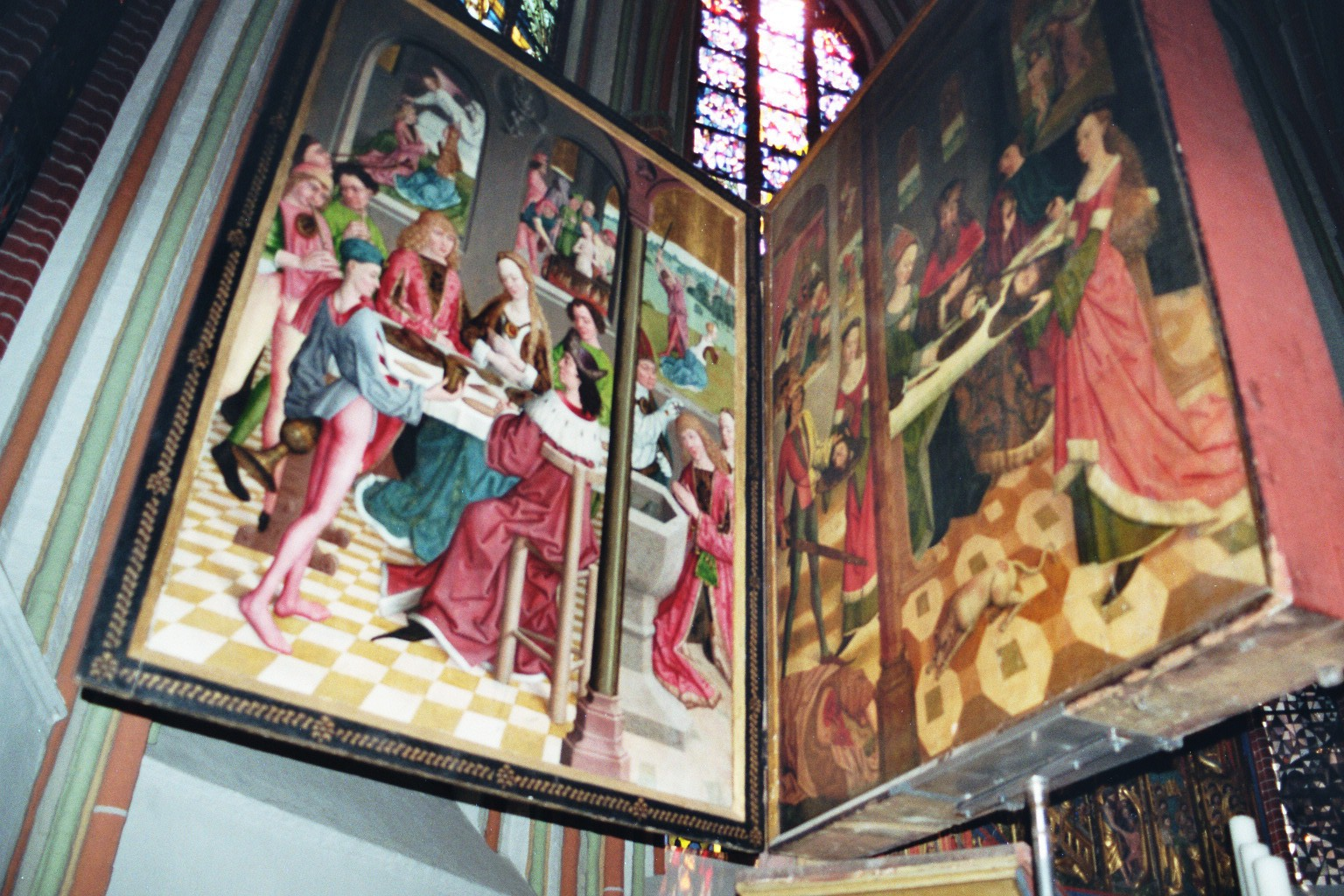
Légende de sainte Cécile.

Dans la fenêtre en haut à gauche, la première scène entre Valérien, son époux, et Cécile; ils sont survolés par l'ange qui veille sur la virginité de Cécile. La scène dans la deuxième ouverture montre une personne dans un baquet posé sur un feu brûlant. En dessous, la scène principale est un banquet où trône Cécile, son mari Valérien en rouge et le peut-être en vert Tiburce, frère de celui-ci devant un personnage important à en juger par son col en hermine. Deux musiciens et un serviteur portant une aiguière et un gobelet complètent la scène. À droite de la colonne centrale, le baptême de Valérien, secondé par Cécile, et au-dessus la décapitation de Cécile devant un lac; sur la rive opposée, une campagne paisible avec un château aux tours surmontées de toits pointus.

### Saint Jean-Baptiste

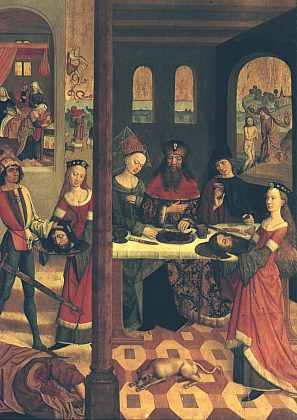
Légende de Jean-Baptiste.

À nouveau, le panneau est partagé en deux parts inégales par un pilier central qui semble être en bois. La scène centrale montre Salomé portant sur un plateau la tête de saint Jean devant la tableau de banquet où ont pris place Hérode, vêtu en roi païen, mais à la robe richement décorée, sa femme et un troisième personnage. Salomé est vêtue d'une robe rouge bordée de fourrure blanche sous laquelle apparaît une jupe verte. L'épouse d'Hérode porte un hennin tronqué surmonté d'un voile transparent. Par la fenêtre, on découvre le paysage du Jourdain où le Christ se fait baptiser par saint Jean. La partie gauche du panneau est plus étroite. Un serviteur qui vient de décapiter saint Jean dont le corps sans tête gît par terre est en train de présenter le plateau avec la tête à Salomé qui, dans un geste d'hésitation, s'en empare. Dans une alcôve au-dessus, on assiste à la naissance de saint Jean. Sa mère, Élisabeth, est à demi couchée dans le lit, la sage-femme au pied du lit est en train de laver ou d'emmailloter le nouveau-né.

### Saint Georges

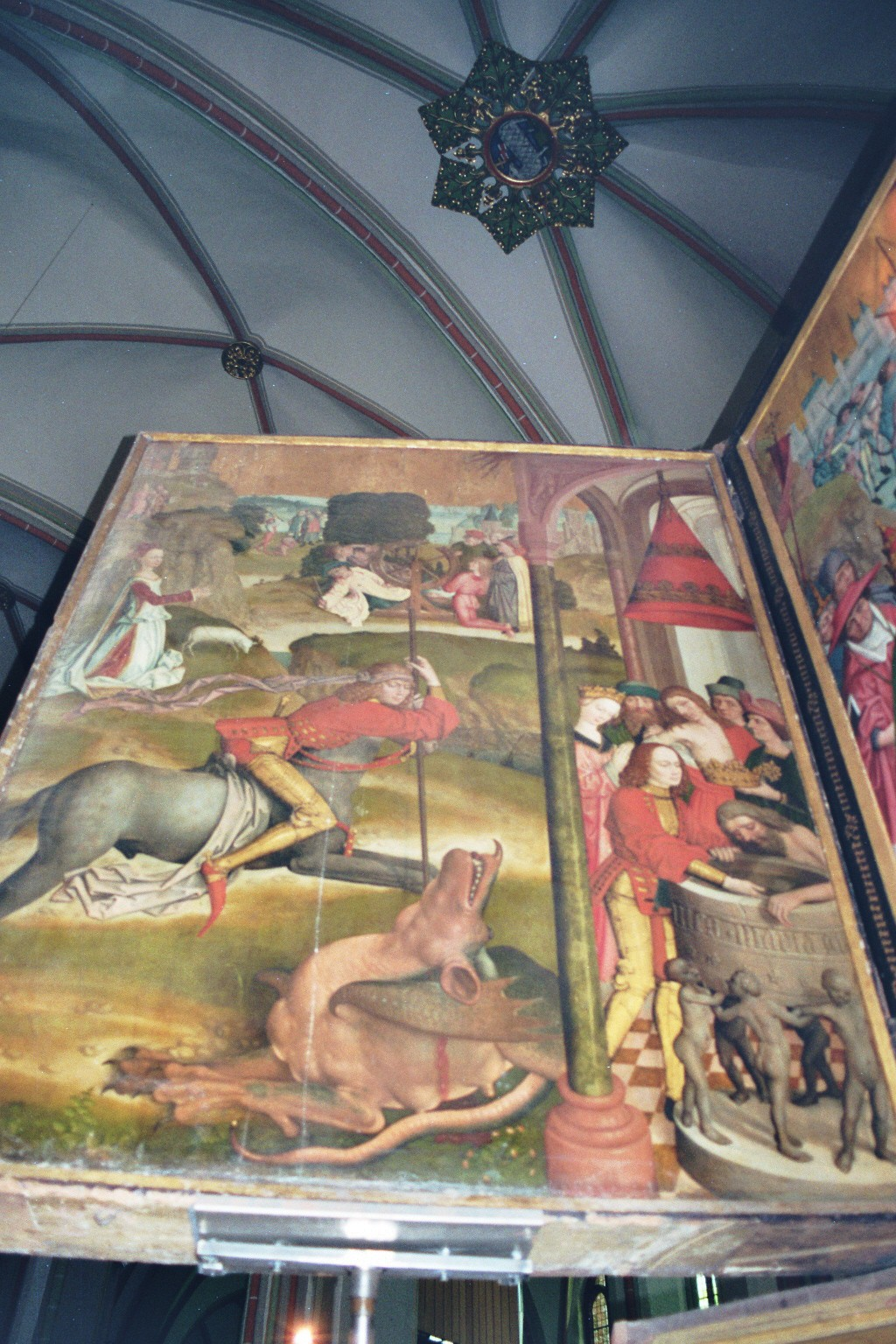
Légende de saint Georges.

Une colonne en marbre vert sépare le panneau en deux parties inégales. Dans la partie principale, à gauche, saint Georges, légèrement harnaché, enfonce sa lance dans le dragon ailé. Ce dragon, aux grandes oreilles rondes, avec une griffe pointue sur le nez, aux ailes aux écailles de couleur vert poisson, est replié sur lui-même par la vigueur du coup de lance. Au-dessus à gauche une princesse accompagnée de son chien qui vient d'être sauvée. Encore au-dessus, une scène d'exécution par roue et, entre le bosquet et la falaise, une scène d'exécution par décapitation. Dans le coin supérieur gauche, deux personnages sortis d'un château se dirigent vers l’avant. La scène de droite montre saint Georges au bord d'un lourd bassin en pierre soutenu par une ribambelle d'enfants nus, et qui porte l'inscription ...maria... C'est probablement encore une des nombreuses scènes de torture. Juste derrière, entre deux personnes au couvre-chef vert, il apparaît à nouveau, à moitié dévêtu.

### Sainte Ursule

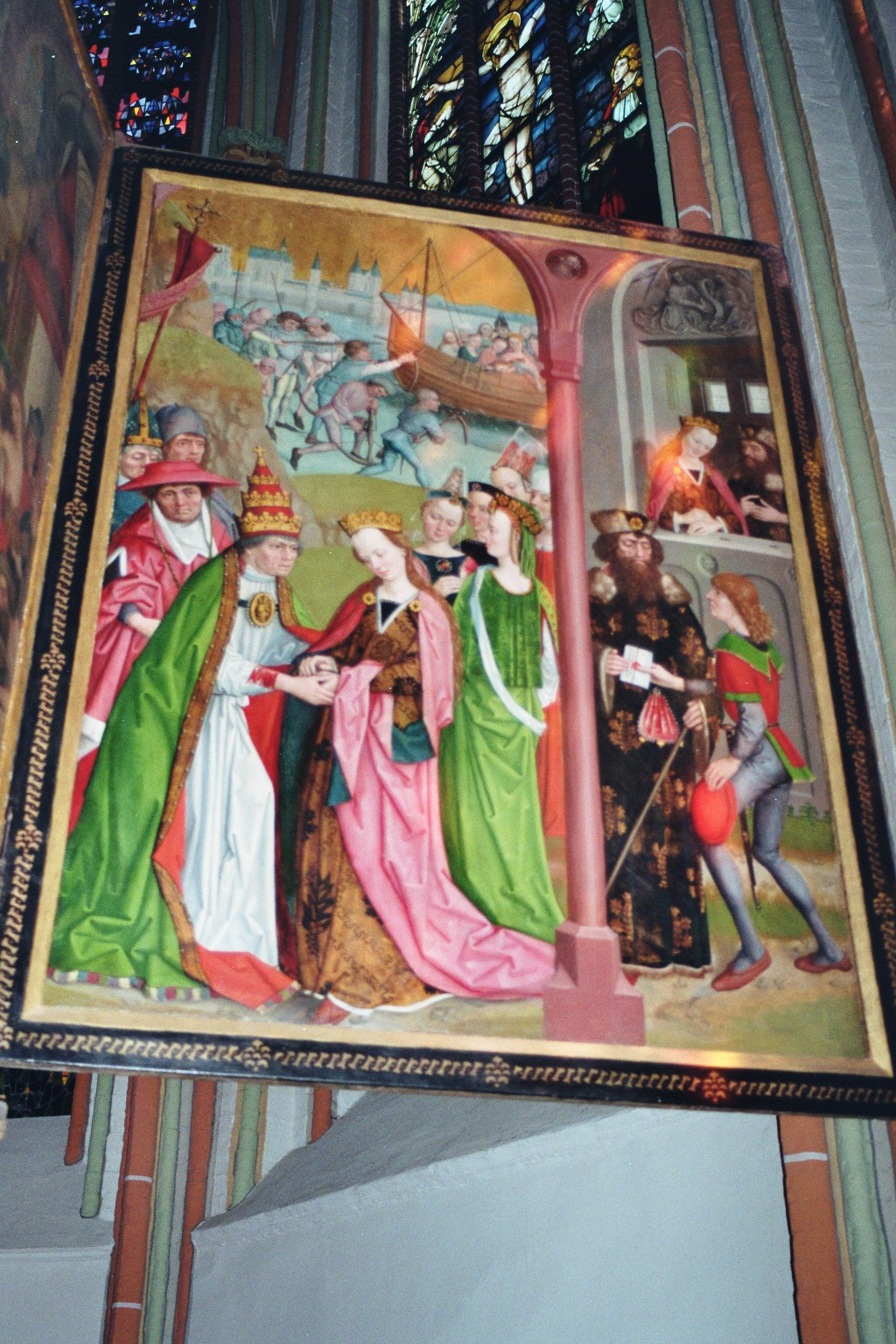
Légende de sainte Ursule.

La scène principale du panneau, à gauche de la colonne centrale, montre Ursule, accompagnée de quelques-unes de ses dix mille vierges, accueillie par le pape, derrière lequel se trouvent un prélat et des guerriers. Les couleurs vert clair et rose des vêtements, et le brocart ressortent de manière lumineuse sur le fond. Les dames sont habillées à la mode, avec les hennins parfois tronqués, et les voiles qui les couvrent. Jusqu'au front, épilé pour paraître plus haut, est conforme à la mode du moment. Dans la même partie du tableau, au fond, la scène du massacre, présentée sous forme de l'abordage d'un des navires revenant du pèlerinage à Rome par des arbalétriers. La scène se déroule dans le port de Hambourg, représenté par une suite de châteaux et autres bâtiments sur la ligne d'horizon. L'autre partie du panneau, à droite de la colonne de séparation, représente deux scènes faisant intervenir le roi barbu des Huns, habillé dans une tunique sombre et coiffé d'une toque. Un messager lui remet une lettre (qui le prévient de l'arrivée des vierges et lui demande de les tuer). Dans la partie ouverte au-dessus, le même roi des Huns promet la vie sauve à Ursule si elle l'épouse. Au-dessus, et en grisaille, ce qui semble être une Annonciation. Le médaillon au-dessus de la colonne centrale contient une tête.